# Sabina da Cruz
Sabina da Cruz viveu na Província da Bahia no século XIX. Era uma africana liberta de nação iorubá, na Bahia também chamada de nagô. Ela teve um papel importante na história do Levante dos Malês (Revolta dos Malês), a maior revolta urbana de escravizados do Brasil imperial ocorrida em Salvador, capital da província, em 1835. A Revolta dos Malês foi uma das muitas revoltas feitas por escravizados na Bahia e, também, no Brasil no século XIX. A denúncia de Sabina ajudou as autoridades provinciais da Bahia a acionarem as forças policiais e impedir que o levante ocorresse conforme planejado pelos africanos escravizados e libertos malês. Sua atitude gerou opiniões diversas na historiografia, especialmente porque Sabina foi a única africana a fazer isso. Mesmo sem direitos à cidadania brasileira, pois a Constituição Brasileira de 1824 não permitia esse benefício aos africanos libertos, Sabina usou as informações que tinha para se proteger e garantir sua sobrevivência dentro da sociedade escravista. Como recompensa por sua colaboração, recebeu isenção de impostos e conseguiu obter alguns bens. A sua história é ambígua: enquanto um lado da narrativa foca na Revolta dos Malês, outro destaca a trajetória de Sabina e suas decisões.

## Motivação
De acordo com a historiadora Luciana da Cruz Brito, um dos motivos que levou Sabina a denunciar a revolta para as autoridades baianas foi a implementação da Lei Nº 9 de 13 de Maio de 1835 - norma que isentava impostos dos africanos que delatavam o levante de escravizados. Porém, para o também historiador João José Reis, autor do livro Rebelião Escrava do Brasil, a motivação foi mais pessoal, pois ela teria denunciado o levante após uma briga com seu companheiro.
Na narrativa apresentada pelo historiador que, por sinal, é o maior estudioso da Revolta dos Malês, na manhã do dia da denúncia, 24 de janeiro de 1835, Sabina havia brigado com seu companheiro Victório Sule, um dos participantes da trama. Ao retornar à noite da Cidade Baixa encontrou "sua casa de pernas para o ar" e sem os pertences de seu parceiro. Após isso, saiu em busca dele e o encontrou "na casa de uns pretos de Santo Amaro à rua de Guadalupe", atualmente chamada de Ladeira dos Malês, no Centro Histórico da cidade de Salvador, Bahia. No entanto, naquele momento, não conseguiu vê-lo diretamente. Solteira e ciente da oportunidade, Sabina decidiu levar suas informações às autoridades provinciais. Como foi a única africana a fazer isso, obteve isenção de impostos e acabou se beneficiando financeiramente.
Sabina usou esse recurso para evitar o pagamento de taxas e proteger seus imóveis. Além disso, conseguiu manter seus negócios sem dificuldades legais. Ao fornecer informações à polícia, ajudou a impedir o Levante dos Malês antes que ganhasse força e, conforme a lei, recebeu isenção das taxas.

## Testamento
Sabina da Cruz fez seu testamento em 1868. O testamento era um ato importante e uma obrigação para quem tinha bens a deixar para os herdeiros. Nesse documento ela aparece como mulher solteira, com 3 filhos adotados, possuidora de 5 escravizados (3 homens e 2 crioulas). Além disso, possuía 2 imóveis, a casa que morava e um sobrado comprado a partir do dinheiro guardado com a isenção do imposto. Seu testamento fornece outros indícios sobre sua vida. Pelos relatos, Sabina teria sido trazida como escravizada da Costa da África muito menina, considerando que a própria não se lembrava da sua nacionalidade e muito menos quem eram seus pais. Em seu testamento se declara católica.

## Renda

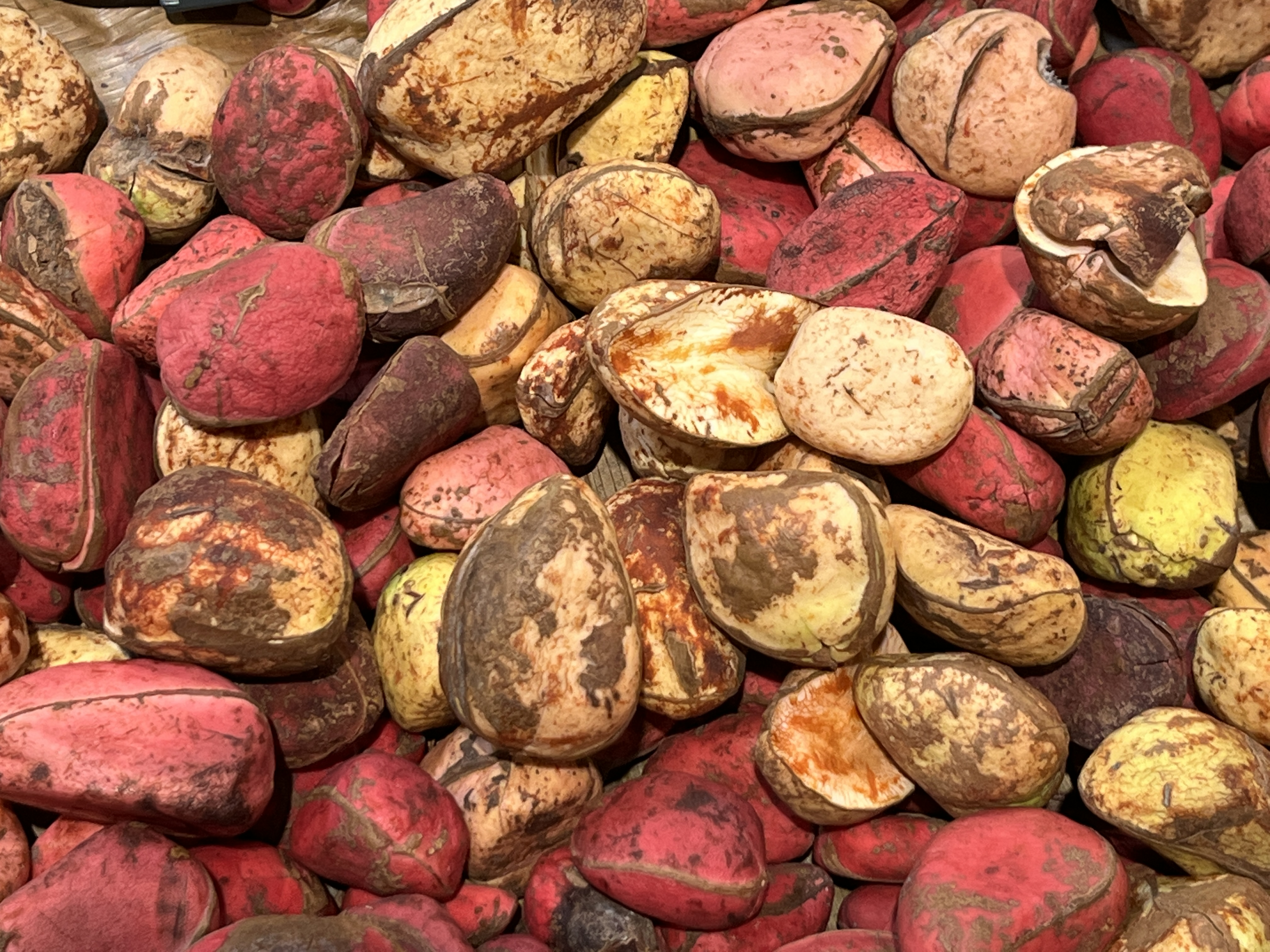
Noz-de-Cole, um dos produtos vendidos por Sabina da Cruz.

Sabina era uma mulher de negócio. A sua fonte de renda era voltada para atividades comerciais, com a venda de produtos de matriz africana na Cidade Baixa (Salvador). Entre esses produtos estavam: conchas de cauris, nozes de cola, sabão, cabaças, pimenta e grande quantidade de pano da costa.
"[...] inserindo Sabina nas discussões sobre a relação de homens e mulheres africanas com a justiça, sua experiência também nos mostra uma admirável habilidade de negociação e domínio de códigos legais. Vivendo em condições desfavoráveis, saber manipular tais instrumentos e, quando possível, tirar proveito deles era algo fundamental e que poderia definir resultar na proteção de um olhar “benquisto” de autoridades provinciais. O contrário poderia resultar em episódios como aqueles vivenciados pelos africanos Luiz Xavier de Jesus e Anastácio, que, mesmo mantendo uma relação que os levou a um destino diferente do de Sabina, souberam fazer reivindicações na conformidade dos mecanismos legais como forma de impor suas vontades e apontar situações em que, na leitura deles, a justiça poderia funcionar a seu favor." (BRITO, 2010, p. 337)

## Morte
De acordo com Luciana da Cruz Brito, Sabina faleceu no dia 2 de janeiro de 1875, ela não tinha filhos, nem marido, mas deixou uma lista de herdeiros por quem revelou ter fortes vínculos fraternos.